# Monopári
Monopári, en grec moderne : Μονοπάρι, est un village du dème de Réthymnon, en Crète, en Grèce. Selon le recensement de 2011, la population de Monopári compte 30 habitants. Le village est situé à une altitude de 380 m et à 15 km de Réthymnon.